# 男性韻
男性韻（英語: masculine rhyme, フランス語: rime masculine）は西洋詩の韻律における押韻の種類の1つ。文法上の性とは関係がない。
英語の詩においては、行の最後に、1つの強いアクセントの音節を押韻したもの。単韻（single rhyme）と言い替えてもよく、女性韻（feminine rhyme）・二重韻（double rhyme）と対照的に使われることが多い。ロシア語やドイツ語の詩にも同様の概念がある。
フランス語の詩においては、行の最後が無音の「e」で終わる女性韻（rime féminine）に対し、「e」以外で終わる押韻を指す。両者は組み合わせて用いられる。

## 英語詩
男性韻は、英語詩の、とくに厳粛な詩の中で、すべての押韻の過半数を含む。次のジョン・ダンの詩『Lecture Upon the Shadow』はその一例である。
Stand still, and I will read to thee
A lecture, love, in Love's philosophy.
  These three hours that we have spent
  Walking here, two shadows went
Along with us, which we ourselves produced.
But now the sun is just above our head,
  We do those shadows tread,
  And to brave clearness all things are reduced.

## フランス語詩
Souvent, pour s'amuser, les hommes d'équipage

Prennent des albatros, vastes oiseaux des mers,

Qui suivent, indolents compagnons de voyages,

Le navire glissant sur les gouffres amers.

(ボードレール、『信天翁』)
2行目「mers」と4行目「amer」が無音の「e」で終わらない男性韻である。1行目「équipage」と3行目「voyages」は女性韻であり、このように男性韻と女性韻は組み合わせて用いられる。用法・用例の詳細については「女性韻#フランス語詩」を参照。